# Revuelta de julio de 1927
Revuelta de julio de 1927 es como se denominan habitualmente los disturbios que tuvieron lugar en Viena el 15 y 16 de julio de 1927, en los que se produjo la matanza de ochenta y cinco civiles a manos de la policía y en los que también resultaron muertos cuatro agentes que se enfrentaron con los manifestantes socialdemócratas. La crisis continuó dos días más en los que la huelga general convocada por los socialistas acabó desbaratada por la intervención de las fuerzas de seguridad del Estado y de la Heimwehr. El acontecimiento agravó el encono entre el Gobierno conservador y la oposición socialista, que debilitó la democracia austriaca y facilitó la posterior implantación de un gobierno fascista.
Como reflejo de la creciente tensión política en Austria, el 30 de enero de 1927, se produjo una refriega entre miembros de la Liga de Defensa Republicana socialista y sus rivales conservadores de la Frontkämpfervereinigung (Asociación de Veteranos del Frente) en la que los segundos mataron a tiros a un obrero y un niño. Tras diversas protestas en varios puntos del país y por iniciativa de sus dirigentes, los partidarios socialistas se abstuvieron de enfrentamientos políticos hasta el juicio de los acusados de las muertes, que se celebró en julio de ese año.
La tensión se redujo levemente hasta las elecciones parlamentarias del 24 de abril, que captaron la atención nacional. A pesar de la victoria socialista, el concierto del resto de partidos que obtuvieron representación permitió al socialcristiano Ignaz Seipel seguir al frente del Gobierno y mantener a los socialistas en la oposición. Por su parte, frustrada en su empeño por desbaratar el poder político socialista en las urnas, la Heimwehr se aprestó a enfrentarse a ellos con la fuerza.
El 14 de julio, los acusados de la matanza de enero fueron absueltos. Al día siguiente estallaron graves disturbios en Viena en los que la multitud incendió el Palacio de Justicia. Las autoridades aplastaron brutalmente la revuelta, que acabó con alrededor de noventa muertos, la mayoría civiles de clase obrera. La dirección socialista convocó entonces una serie de paros tanto para retomar el control de los trabajadores como para forzar al Gobierno a negociar. El cese de las comunicaciones por la huelga del día 16 alarmó a parte de la población, que creía que había estallado la revolución, a pesar de la negativa de los dirigentes socialistas a armar a sus seguidores y a permitir nuevas manifestaciones. El providencial auxilio de la Heimwehr al Gobierno en las provincias evitó que este cediese a las exigencias de los socialistas, que pedían su renuncia. Los dirigentes socialistas no obtuvieron concesión alguna del canciller y, acuciados por los ruegos de sus correligionarios de las provincias de que cesase la huelga y preocupados por los rumores de posibles intervenciones militares extranjeras en el país, ordenaron el fin del paro en los transportes y comunicaciones la medianoche del día 18.
Durante la huelga, revivió la alicaída Heimwehr, que se dedicó a tratar de reventarla, actuando en algunos casos como policía auxiliar y logró hacerla fracasar en las provincias. El canciller contó así tanto con el respaldo de las fuerzas de seguridad del Estado como con el de las fuerzas paramilitares de derecha. La revuelta se considera un hito en la historia de la Primera República austriaca, un símbolo de la radicalización del movimiento socialdemócrata austriaco y de su impaciencia ante la falta de reformas en el país. Para los socialistas, la revuelta resultó un desastre sin paliativos, que encumbró temporalmente a Seipel. La democracia austriaca, que parecía asentada firmemente en la primavera, comenzó una decadencia que llevó a su desaparición a principios de la década siguiente. Los posteriores intentos de conciliación entre los dos bandos, radicalizados por los acontecimientos de julio, fracasaron y este fracaso condujo al choque final en la guerra civil austríaca de febrero de 1934.

## Antecedentes

### Situación política

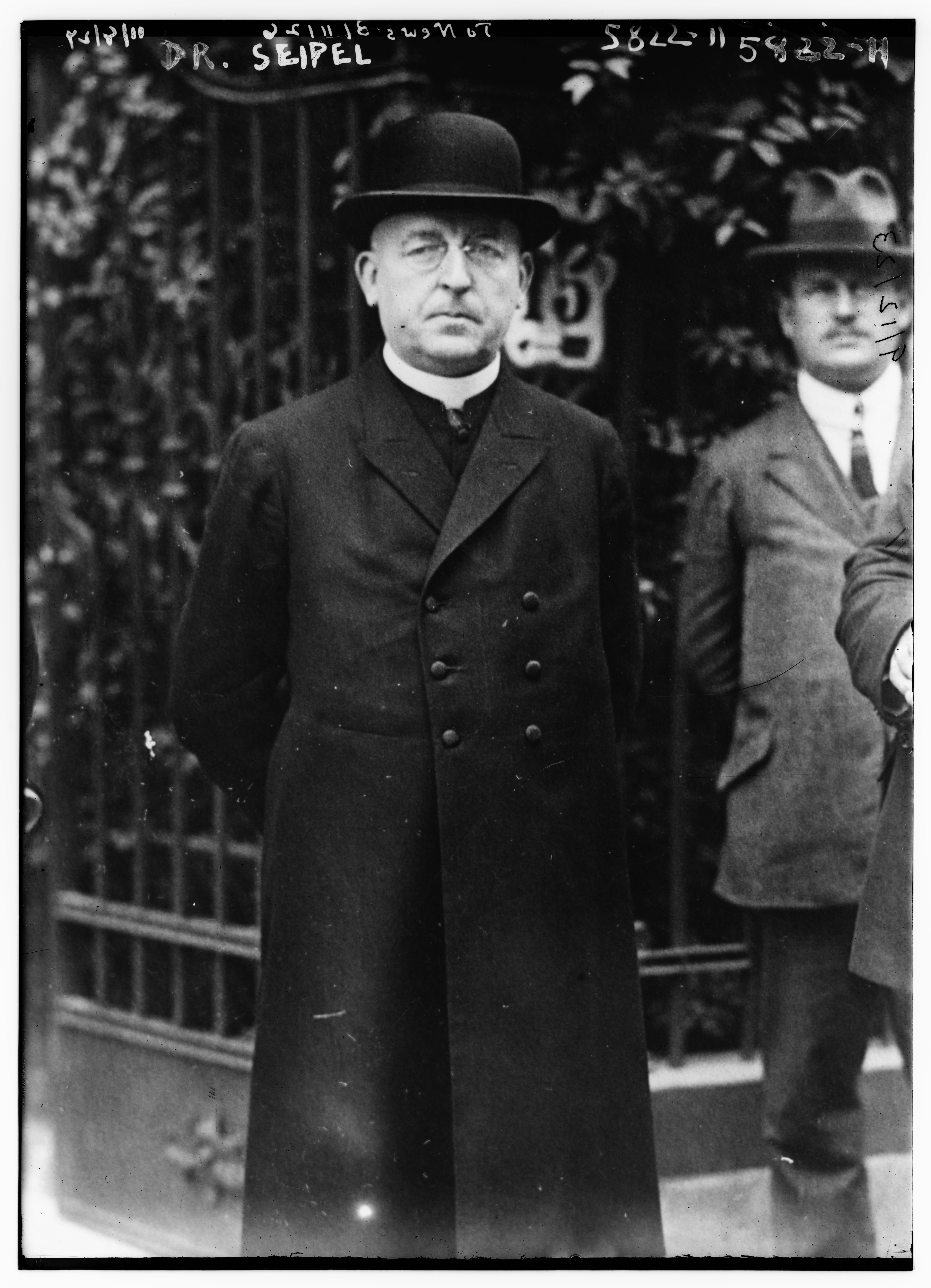
Monseñor Ignaz Seipel, presidente del Gobierno, al frente de una amplia coalición de partidos burgueses entre los que se contaba el Partido Socialcristiano, que encabezaba.

El choque fue el resultado de diversos factores, uno de los cuales fue la rivalidad entre los socialdemócratas, en la oposición a pesar de haber obtenido en las elecciones de abril de 1927 el 42,3 % de los votos, y una inestable alianza conservadora que incluía a los partidos con el respaldo mayoritario de campesinos, clases medias y empresarios y que había permitido mantener al frente del gobierno al canciller socialcristiano Ignaz Seipel. Las organizaciones paramilitares de ambos bandos se habían formado a comienzos de los años 1920: la de la derecha austriaca, la Heimwehr, en 1921-1923, y la de la izquierda, la Republikanischer Schutzbund («Liga de Defensa Republicana»), en 1923. Entre 1923 y 1927, se habían producido seis muertes en las refriegas entre paramilitares de izquierda y de derecha. A lo largo de la década hubo una serie de asesinatos por motivos políticos en que las víctimas fueron habitualmente socialistas; las condenas de los asesinos, escasas o inexistentes, con el tiempo acabaron por soliviantar a los socialdemócratas. A partir de 1925, las actividades paramilitares tanto de la izquierda como de la derecha resurgieron, lo que originó un aumento de la tensión política y de la violencia. La vuelta de Seipel al Gobierno tensó también la situación, que se reflejaba tanto en las alarmantes portadas de la prensa como en las continuas manifestaciones y choques de cada domingo.
En Burgenland, territorio fronterizo hasta hacía poco húngaro, gobernaba una coalición de socialcristianos y socialdemócratas; para evitar incidentes que facilitasen la propaganda magiar en favor de la recuperación del territorio, hasta 1926 los dos partidos se habían abstenido de formar unidades paramilitares. Una vez surgidas estas, la influencia de los irrendentistas y monárquicos en las filas de las unidades de derecha acentuó la hostilidad de las formaciones socialistas hacia sus rivales. El odio mutuo produjo varias refriegas en la zona.

### Sucesos en Schattendorf
El 30 de enero de 1927, se habían organizado dos reuniones paralelas, cada una convocada en una de las tabernas del diminuto pueblo de Schattendorf. En la localidad, ubicada a menos de dos kilómetros de la frontera húngara, los socialistas contaban con abundante apoyo; a pesar de esto, sus adversarios de la Frontkämpfer (Frontkämpfervereinigung, Asociación de Veteranos del Frente) decidieron organizar un desfile en el pueblo. Estos contaban con permiso oficial, que las autoridades denegaron a la concentración socialista. Los socialistas acudieron a la de sus rivales, lo que se interpretó como una provocación que condujo a los primeros altercados, hasta que fueron expulsados por la gendarmería. A continuación, tuvo lugar otro choque entre un grupo de doscientos socialistas que impidió la llegada de nuevos miembros de la organización rival a la localidad y estos. Lo mismo sucedió en la estación de ferrocarril, que los socialistas rodearon: bloquearon a golpes la salida a los dirigentes de la formación derechista que habían acudido a la manifestación. Finalmente, las dos organizaciones acordaron anular sus respectivas marchas.
De vuelta al pueblo, al pasar por delante de la taberna de sus adversarios, algunos de los socialistas retaron a estos a salir y pelear. En vez de hacerlo, algunos de ellos, quizá movidos por el temor de que los socialistas, más numerosos, asaltasen el establecimiento, o por simple odio, subieron al segundo piso, empuñaron unos rifles que tenían dispuestos, y comenzaron a disparar indiscriminadamente contra sus rivales, que ya se alejaban. Los socialistas marchaban pacíficamente y desarmados cuando empezaron a tirotearlos desde la taberna cercana. A causa del tiroteo, murieron dos personas, un inválido y un niño de ocho años, y hubo varios heridos leves (otras cinco personas, entre ellas otro niño). Las autoridades optaron entonces por prohibir temporalmente las reuniones políticas en la zona y reforzar la agrupación local de la gendarmería. Tanto en la capital como en las provincias, las muertes causaron consternación e ira, principalmente entre los socialistas, pero también entre parte de los demás partidos. Se convocó una huelga general de quince minutos como repulsa pare el 2 de febrero, día del entierro de la víctimas. En las Cortes, los socialistas exigieron al canciller Seipel que prohibiese la organización de los Frontkämpfer en Burgenland. Seipel reaccionó con indiferencia, indicando simplemente que se había quebrado la «paz parlamentaria» en vez de condenar firmemente los sucesos.

### Tensión y elecciones nacionales: frustración socialista
Algunas semanas más tarde, el ejército trató de desarmar a ciertas unidades de los paramilitares socialdemócratas, sin conseguirlo por la oposición de los trabajadores. Los socialistas propusieron repetidamente el desarme tanto de sus fuerzas como de las de la oposición, pero Seipel las rechazó, afirmando que semejante tarea no podía realizarla el Gobierno. El canciller le señaló al embajador alemán que no veía con malos ojos la existencia de «grupos de hombres disciplinados» que sirviesen para reforzar la vigilancia de fronteras, en referencia a la Heimwehr.
En abril, en un ambiente de tensión creciente, se celebraron las elecciones nacionales, que ganaron los socialdemócratas con el 42 % de los votos, pero sin lograr sustituir al canciller conservador Seipel, que hubo, sin embargo, de añadir a los conservadores agrarios de la Landbund («Liga Agraria») a su coalición para mantenerse al frente del Gobierno. A pesar de la liga de varios partidos formada por Seipel para vencer a los socialistas, su «lista unitaria» obtuvo ochenta y cinco escaños cuando los partidos que la formaban habían contado con noventa y dos en el anterior Parlamento. El nuevo Gobierno era un concierto de los partidos burgueses por temor a los socialistas. El fracaso de Seipel en frenar a los socialdemócratas, no obstante, despertó el deseo de algunos conservadores de abolir el sistema democrático. La Heimwehr, que en general había apoyado a los partidos burgueses, se preparó para enfrentarse a los socialistas en las calles, dado que no había podido derrotarlos definitivamente en las votaciones, como había pretendido. Por su parte, los partidarios de los socialistas se sentían frustrados por haber ganado las elecciones pero no alcanzar el poder en el Gobierno federal, debido a la maniobra de Seipel.

## Desarrollo

### Absolución de los acusados

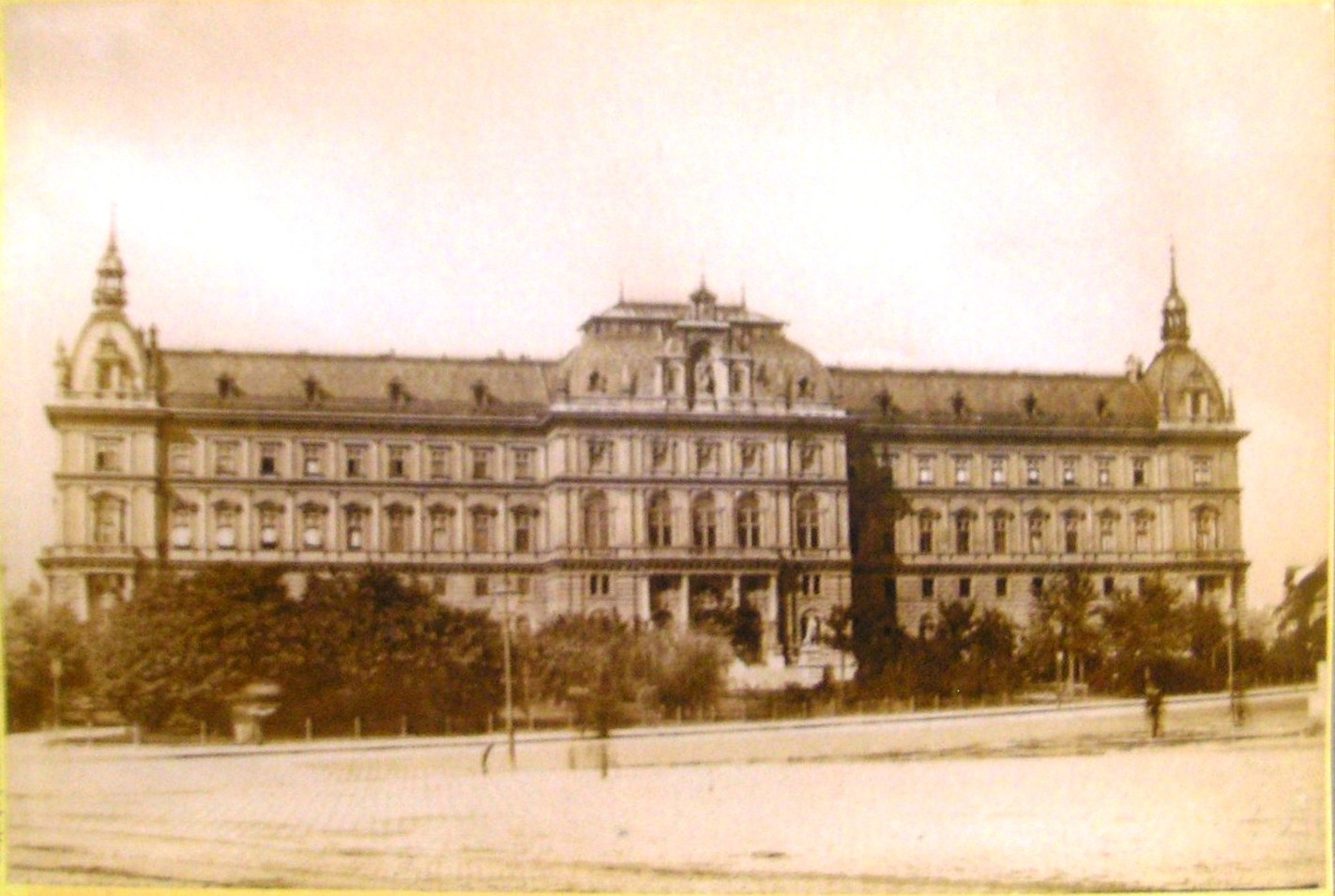
Palacio de Justicia, incendiado por los manifestantes, en una imagen de 1881, recién construido.

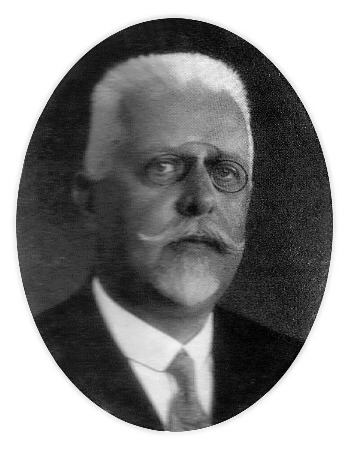
Schober, excanciller y jefe de la policía vienesa que disparó contra los manifestantes, causando decenas de muertos.

Mientras, tres veteranos de la Frontkämpfervereinigung fueron acusados por el tiroteo de Schattendorf y su juicio comenzó el 5 de julio en un tribunal de Viena. Este comenzó el día 5 del mes; los periódicos nacionales le prestaron especial atención durante diez días. Dos días antes del principio de las vistas, el dirigente tirolés de la Heimwehr Richard Steidle había anunciado la disposición de la organización a combatir a los socialistas en caso de que estallase la revolución; su formación debía servir para unir a todas las fuerzas antisocialistas y enfrentarse a ellos con las armas si resultaba necesario.
El abogado defensor, famoso por representar a paramilitares de derecha, era célebre por presentar a sus clientes como patriotas entregados, argumento que habitualmente era bien recibido por los jueces y jurados. Con notable habilidad, llamó a declarar a gran cantidad de testigos, que describieron los acontecimientos en general desde su punto de vista político, lo que acabó por confundir al jurado.
Los tres acusados admitieron haber disparado contra la multitud. Sin embargo, fueron absueltos por el jurado —formado por seis obreros y seis ciudadanos de clase media— el día 14, bien por dudas sobre su culpabilidad o por el enrarecido ambiente político. El jurado había necesitado tres horas de deliberación para acordar el veredicto. La tensión era enorme en el país. Se había desplegado a la policía durante los días 13 y 14, en previsión de que estallasen disturbios por el veredicto pero, aunque este se anunció a las 10 p. m. del día 14, esa noche pasó sin incidentes. A las 6 a. m. del día siguiente, el jefe de la policía federal, Johann Schober, puso fin a la vigilancia especial y envió a los guardias a sus casas, agotados por dos días de servicio ininterrumpido. Socialistas, comunistas y frontkämpfer le habían asegurado que no pretendían manifestarse contra la sentencia. En vez de contrastar la afirmación de las distintas organizaciones, las aceptó sin más, sin reforzar siquiera la guardia del Parlamento. Así, el edificio de las Cortes contaba con sesenta y siete guardias la mañana del 15 de julio, cuando habitualmente durante las sesiones se apostaban en torno a él unos ciento cincuenta.

### Manifestación espontánea
Los obreros de la capital vieron en la absolución de los acusados una gran injusticia, un ataque a la clase trabajadora. Solamente la negativa de la dirección del partido socialdemócrata a convocar una gran manifestación de protesta y la pérdida a manos de la policía del arsenal de la Schutzbund en Viena evitaron el estallido de los combates. Los socialistas habían logrado en la posguerra la implantación de los juicios con jurado, a pesar de la oposición de los partidos de derecha, y no deseaban protestar en exceso contra el fallo para no facilitar a estos su abolición, que buscaban. La dirección socialista, en buenas relaciones con la Policía, comunicó a Schober que el partido no tenía intención de convocar protesta alguna por la absolución. Dada la capacidad de la dirección socialista, demostrada en anteriores ocasiones, de controlar a sus seguidores, la policía no realizó preparativos para afrontar una gran protesta. Aparte de la guardia normal en el Parlamento, no había fuerzas de reserva ni plan alguno por si estallaban disturbios. La dirección del partido solo esperaba que se produjesen protestas menores espontáneas, que quizá fuesen más efectivas que una gran manifestación organizada por el partido en hacer entender a la burguesía de la capital el disgusto de los trabajadores. Para evitar participar abiertamente en las protestas, se decidió no movilizar a la Liga de Defensa Republicana.
Como sustituto de la protesta, la dirección socialista decidió condenar duramente la absolución de los acusados de la matanza en el editorial del Arbeiterzeitung. Mientras los dirigentes socialistas se hallaban en la sede del diario, llegaron representantes de los técnicos electricistas para exigir el llamamiento a una huelga general y la organización de una manifestación de protesta ante el Parlamento. Otto Bauer y la mayoría de los dirigentes se ausentaron del lugar rápidamente para no tener que rechazar la petición. El único que permaneció para explicar la decisión del partido a los trabajadores no logró convencerlos de que no se manifestasen, aunque los representantes sindicales presentes aprobaron el editorial que iba a aparecer la mañana siguiente. De inmediato, el partido envió a Julius Deutsch —jefe de la Liga de Defensa Republicana— a la planta eléctrica de la ciudad para tratar de calmar a los trabajadores, decididos a ir a la huelga.

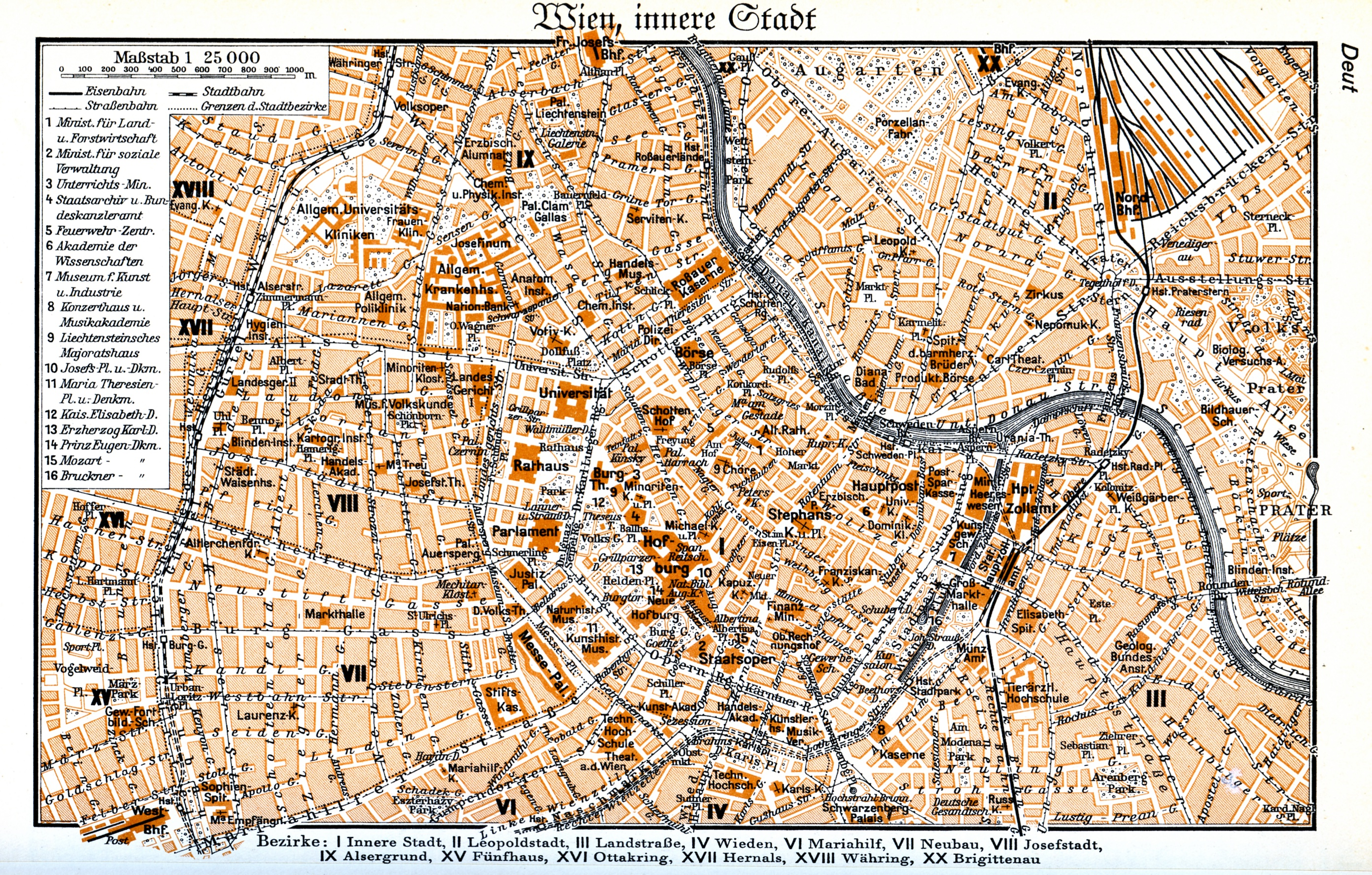
Centro de Viena durante el periodo de entreguerras. Los lugares en los que acontecieron los principales sucesos de julio: el edificio de la Universidad de Viena, en el centro, junto al Parlamento y, algo más al sur, pasada la Schmerlingplatz, el Palacio de Justicia, incendiado por los manifestantes

Cuando los trabajadores comenzaron a llegar a las fábricas entre las seis y las siete de la mañana del día 15, se encontraron con la noticia, aparecida en el Arbeiterzeitung, de la absolución de los acusados. La indignación por lo que se consideraba «justicia de clase» en su contra llevó a la formación de reuniones inmediatas en las que se decidió marchar en protesta al centro de la ciudad. Era la primera vez desde diciembre de 1921 en que se producía una gran manifestación obrera sin el beneplácito del Partido Socialdemócrata. Durante la madrugada, Deustch había tratado en vano de disuadir a los técnicos electricistas de marchar al centro de la ciudad, a petición del propio alcalde. Los técnicos, disgustados por la actitud de la dirección del partido, anunciaron que de 8:00 a. m. a 9:00 a. m. cortarían la corriente, paralizando así los tranvías de la capital, señal tradicional para comenzar las huelgas generales. Deustch finalmente decidió que no podía convencer a los técnicos y avisó de las intenciones de estos al alcalde Karl Seitz hacia las 3:00 a. m. A las 7:00 a. m. llegó el turno de mañana a la central, que comenzó a discutir sobre la huelga y la manifestación con el turno saliente; una hora más tarde, los obreros empezaron a marchar hacia el centro de la ciudad y pararon los tranvías como habían previsto. Incapaz de movilizar a tiempo a la Liga de Defensa Republicana que solía escoltar estas marchas para evitar incidentes, Deutsch informó a las 8 a. m. al jefe de la Policía Política de la marcha y solicitó que se desplegase suficiente policía —desarmada para no provocar a los manifestantes iracundos— para evitar cualquier choque. Deutsch pidió que no se tratase de detener la marcha, que rodearía el Parlamento antes de volver a los barrios obreros. La policía, sin embargo, no contaba en ese momento con efectivos suficientes para hacer frente a la emergencia, y tardó en reunir a sus agentes. Aunque habitualmente el edificio de las Cortes contaba con una guardia de ciento cincuenta policías, ese día apenas se pudieron reunir sesenta y siete para proteger tanto este como el Palacio de Justicia.
Así, la manifestación espontánea de trabajadores, comenzada por los técnicos electricistas a la que se unieron otros, no pudo ser controlada por el pequeño grupo de policías que se había reunido a toda prisa. Los manifestantes protestaban por la sentencia absolutoria. Alrededor de la 9:00 a. m., los primeros manifestantes alcanzaron la Ringstrasse cerca del edificio de la universidad. El primer incidente de la mañana se produjo en la Facultad de Teología, a donde comenzaban a llegar sus alumnos. La burla de uno de ellos a los manifestantes hizo que algunos de estos se abalanzasen a tomar el edificio; solo la intervención primero de un policía y luego de representantes de los obreros lo evitó. El siguiente sucedió cerca del Ayuntamiento, del que algunos funcionarios habían salido para protestar frente al cercano edificio del Parlamento. Un cordón de policía impidió en un principio que siguiesen adelante, lo que atizó la furia de los manifestantes. Diputados socialistas acudieron desde el Parlamento para convencer al jefe de la policía de la zona, Hofrat Albert Tauss, para que permitiese el paso de los manifestantes y evitase así posibles choques. Sin embargo, en ese momento, llegaron refuerzos de la policía: un destacamento de policía montada, dispuesto a cargar contra la marcha, lo que aumentó la tensión. La multitud comenzó a abuchear a los jinetes y se les lanzaron algunos adoquines. Una vez que se les permitió el paso, los funcionarios dieron una vuelta a las Cortes gritando consignas y regresaron al Ayuntamiento.
Llegó entonces el grueso de los manifestantes, con los electricistas a la cabeza, que volvieron a encontrarse con el camino cerrado por el cordón policial, que se había vuelto a formar, cortando el paso a la marcha. Esta carecía de ruta alternativa en aquel lugar y solo hubiese podido darse la vuelta. En el edificio del Parlamento se produjo un nuevo choque: la multitud obligó al cordón de policías a refugiarse dentro y trató de irrumpir en las Cortes, sin lograrlo. Cuando ya la línea de policías estaba cediendo a la presión de los manifestantes que pretendían continuar su ruta, Schober ordenó a la policía montada —veinticinco jinetes— detenerlos, lo que causó varios heridos por sable y enfureció a la multitud. Los manifestantes deseaban marchar junto al Palacio de Justicia y regresar a sus barrios en la periferia, pero el comandante de la policía montada decidió impedirles el paso, desencadenando el choque con la multitud. Algunos de los jinetes, que tuvieron luego que replegarse, resultaron heridos con navajas en la carga. Hasta media mañana, la manifestación se había desarrollado sin incidentes y en un ambiente relativamente festivo. La carga inesperada y la visión de los heridos, no obstante, desató la furia de los participantes en la marcha, que se reagruparon y comenzaron a lanzar adoquines a la policía, a pesar de los ruegos de calma de los representantes obreros.

### Disturbios
La multitud prendió fuego a varios edificios antes de tener que retirarse a la plaza Schmerlingplatz acosada por la policía, que trataba de alejarla del Parlamento. Entonces, atizada por agitadores comunistas, marchó al Palacio de Justicia, símbolo del trato discriminatorio a su clase social —aunque no tenía relación con el juicio que había desencadenado la protesta y se usaba principalmente como archivo—, y construyó barricadas, mientras la policía entraba en el edificio y comenzaba a disparar a los manifestantes —que la habían apedreado, causando algunos heridos en sus filas—. Se desconoce si los manifestantes apedrearon primero a la policía o si fue esta la que empezó el enfrentamiento al disparar contra la multitud. La escasa policía montada cargó contra la marcha de nuevo, en vano. Los manifestantes volvían a reagruparse. Se levantaron entonces las barricadas, aprovechando los materiales de una obra cercana, para estorbar el movimiento de la policía montada. Los agentes quedaron acorralados en el Palacio de Justicia, desde donde dispararon a la gente hasta agotar la munición y hacia el que la multitud empujó a los guardias a caballo. Algunos de los jinetes fueron derribados y golpeados por los manifestantes. La policía se refugió en el edificio, pero no pudo impedir la entrada a los atacantes, que utilizaron escalas para penetrar por las ventanas.

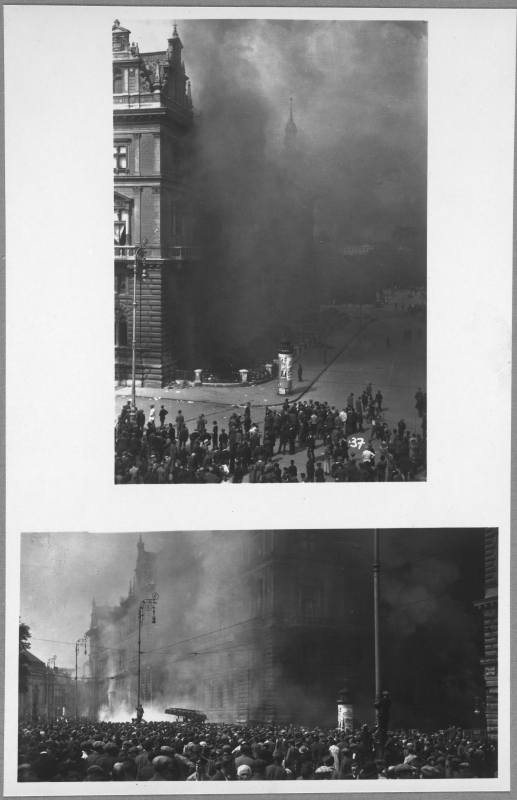
Vistas del Palacio de Justicia en llamas durante los disturbios del 15 de julio de 1927.

Otros grupos habían asaltado una comisaría cercana, que acabaron incendiando, y los principales diarios de los socialcristianos y pangermanos, en los que causaron destrozos. Durante el desalojo forzado por la multitud de la comisaría, uno de los manifestantes resultó muerto de un tiro, lo que desató la ira de estos, que prendieron fuego al edificio. En este caso, varios diputados socialistas persuadieron a los manifestantes de permitir a los bomberos que apagasen el incendio.
Los manifestantes entonces le prendieron fuego al edificio del Palacio de Justicia alrededor del mediodía. Habían logrado entrar por las ventanas y abrir las puertas. Después de destrozar parte del mobiliario e quemar documentos, prendieron fuego al propio edificio. Media hora más tarde, se avisó al cuerpo de bomberos. Los manifestantes se negaron a permitir a los bomberos apagar el fuego, a pesar de las súplicas del alcalde socialdemócrata. A mediodía, la situación se había calmado en cierta medida, y la muchedumbre contemplaba arder el Palacio de Justicia. La dirección socialista, tras ciertos titubeos, cambió de opinión y decidió finalmente enviar a la Liga de Defensa Republicana, pero esta tardó en organizarse: parte de sus afiliados se encontraban en sus trabajos, otros dispersos entre los manifestantes.
Schober solicitó al alcalde permiso para enviar al ejército, a lo que este se negó, a pesar de ser la policía incapaz de controlar la situación. Schober pidió entonces armar a sus subordinados, pero el alcalde también rechazó esta posibilidad, e indicó que la llegada de la Liga y la aparición de los dirigentes socialistas debían bastar para restablecer el orden; ordenó a Schober que sus hombres no debían disparar a las masas.
Para cuando la multitud se avino a permitir que se apagase el incendio, este era incontrolable y no se pudo evitar que destruyese el edificio. La Schutzbund, que trató de interponerse entre los manifestantes y la policía y permitir el paso de los bomberos, fracasó en su misión. La liga logró, sin embargo, rescatar a unos setenta policías —además de a otras personas como jueces y funcionarios, también atrapados— del edificio en llamas, disfrazándolos de civiles para evitar que fuesen asesinados por los que lo cercaban. Hacia las 14:00, la operación de rescate concluyó con el salvamento de todos los atrapados en el edificio en llamas. En la operación de rescate murieron once de sus hombres, la mayoría a manos de los propios policías, que en ocasiones no creyeron que acudían en su auxilio.
Mientras el enorme edificio ardía sin que los bomberos pudiesen intervenir y tratar de apagarlo, Schober decidió desoír las peticiones del alcalde y acudir al canciller federal. Con la aquiescencia de su superior, el vicecanciller y ministro del Interior Karl Hartleb, solicitó al canciller armar a la policía y ordenarle que disparase a la multitud para expulsarla del centro de la ciudad. Schober desplegó seiscientos hombres para aplastar las protestas, con el permiso del canciller federal. Este, que hasta entonces había permanecido pasivo tomando los disturbios como un problema de orden público y no político, ordenó al ministro de Defensa, Carl Vaugoin, que entregase las carabinas que solicitaban Schober y Hartleb, aunque el ministro en principio se opuso a la medida. La policía contaba con numerosos socialistas entre sus filas, pero los rumores de torturas y brutales asesinatos —falsos—, hicieron que los agentes no dudasen en disparar contra la multitud. Para empezar, retomaron la comisaría incendiada por la mañana. Una hora más tarde, se acercaron al Palacio de Justicia; al aparecer Deutsch telefoneó a Schober para que diese más tiempo a la Liga para ayudar a los bomberos a acercarse al incendio, hacia el que avanzaban con gran lentitud por el estorbo de algunos de los manifestantes. Deustch persuadió a Schober de anular la orden de disparar contra la multitud, pero el motociclista que este envió para avisar a los policías no llegó a tiempo para evitar el choque.
Cuando el primer camión de bomberos logró en torno a las 14:30 acercarse al edificio y comenzar a apagar las llamas, la policía finalmente abrió fuego contra los manifestantes. Pronto la plaza quedó desierta. Armados finalmente los agentes con rifles y carabinas y una munición especialmente dañina, causaron numerosos heridos por toda la ciudad, disparando contra cualquier grupo de gente. Entre las dos y las cinco de la tarde, continuó el tiroteo de los grupos de gente, en muchos casos simplemente curiosos que se habían acercado a contemplar el gran incendio del Palacio de Justicia.
En los combates que se libraron por la ciudad murieron ochenta y seis personas y quedaron heridas unas mil cien. De los muertos civiles, treinta y cuatro no tenían relación con la manifestación y fallecieron debido al tiroteo de la policía. De los miembros de la Policía, uno solamente murió durante los enfrentamientos del 15 de julio en el centro de la ciudad; dos más fueron tiroteados en una emboscada esa misma noche durante los últimos choques aislados y el cuarto pereció durante el asedio a una comisaría al día siguiente. De los mil cincuenta y siete heridos tratados en los hospitales, trescientos veintiocho civiles y ciento sesenta y tres policías necesitaron ser ingresados, el resto sufrieron heridas leves. Los choques fueron los más graves acontecidos en Viena desde la Revolución de 1848; fue además la primera vez en toda la historia de la república que las fuerzas de seguridad habían disparado a los manifestantes socialistas.
El incendio se utilizó para avivar el miedo a una revuelta socialista y aplastar las protestas. La dirección socialista, reunida de urgencia, rechazó armar a los obreros, como muchos de estos exigían. Los dirigentes comunistas, que reclamaban que se entregasen armas a los obreros y esperaban que los disturbios desencadenasen la revolución, fueron detenidos por la policía.

## Huelga socialista e intervención de la Heimwehr
Como alternativa, se convocó una huelga general. A esta, de un día, se le unió la convocatoria de huelga indefinida en los ferrocarriles y las comunicaciones (los servicios de telégrafos, teléfonos y correos); esta tenía como propósito la liberación de los acusados de haber participado en los disturbios. Se formó además un cuerpo de policía municipal en Viena —con el permiso de Seipel—, reclutado entre los miembros de la Liga, que debía servir para interponerse entre la policía federal y los manifestantes si resultaba necesario. Los socialistas se mostraron dispuestos a no exigir una investigación de la actuación de la policía si se olvidaba lo que consideraban un acontecimiento desafortunado.
El día de huelga general pasó sin contratiempos y permitió a la dirección socialista retomar el control del movimiento obrero. Pareció mostrar la fortaleza del partido —los sindicatos socialistas paralizaron el transporte en gran parte del país—, pero el aplastamiento de la protesta espontánea le supuso en realidad una gran derrota. La huelga de transportes y comunicaciones debía servir para forzar al Gobierno a amnistiar a los detenidos por la revuelta del día 17, pero la intervención de la Heimwehr frustró las esperanzas socialistas. Si bien la capital y la Baja Austria habían quedado paralizadas por la huelga general, en el resto de las provincias la Heimwehr había conseguido ponerle fin por la fuerza, sin que la Schutzbund socialista pudiese evitarlo —en el Tirol y Vorarlberg, los Gobiernos provinciales habían aceptado a las unidades de la Heimwehr como policía auxiliar—. En Innsbruck, la Heimwehr, respaldada por el ejército, había ocupado la estación central de ferrocarriles y obligado a los trabajadores a evacuarla. Se restableció parcialmente el servicio con la ayuda de los trabajadores afiliados a los sindicatos socialcristiano y pangermano. En Estiria, la formación movilizó a veinte mil seguidores fuertemente armados y amenazó con intervenir si el Gobierno provincial no ponía fin a la huelga. El gobernador regional trató de negociar con los dirigentes socialistas, a los que intimidó el caudillo local de la Heimwehr, Walter Pfrimer. Su intervención terminó por desbaratar la huelga en esta provincia. Tanto en Estiria como en el Tirol, la formación sustituyó al Ejército en sus tareas. En la primera, Pfrimer pretendió marchar sobre la capital y aplastar definitivamente a los socialistas. A pesar de contar con el apoyo del antiguo gobernador provincial Anton Rintelen, el gobernador del momento se negó a respaldar la propuesta, actitud que desilusionó a Pfrimer, tildado más tarde por el canciller como el «salvador de Austria». Este se negó a aplastar definitivamente a los socialistas, como exigía la Heimwehr, y afrontó la crisis legalmente. En la Alta Austria y en la Baja Austria el papel de la formación paramilitar fue menor que en las otras provincias, pero también colaboró en el desbaratamiento de la huelga y el restablecimiento de las comunicaciones.
Los dirigentes socialistas no obtuvieron concesión alguna del canciller —el día 15, habían reclamado en vano su renuncia y la formación de un Gobierno de socialistas y socialcristianos para resolver la crisis o al menos concesiones para apaciguar a los trabajadores— y, acuciados por los ruegos de sus correligionarios de las provincias de que cesase la huelga y con rumores de posibles intervenciones militares extranjeras en el país, ordenaron el fin de la huelga de transportes y comunicaciones la medianoche del día 18. Lo más que obtuvieron fue la garantía personal del canciller, realizada en privado, de que no aprovecharía las dificultades de los socialistas para eliminar la legislación social aprobada durante los años anteriores. Fue el segundo revés para los socialistas después de los disturbios del día 15. Seipel rechazó una investigación independiente de los sucesos de los días anteriores y el perdón de los detenidos en la revuelta, aunque accedió a rescindir la alerta militar en la que se hallaba el Ejército.
Seipel había logrado capear la crisis y mantener el control de la situación. La policía y el ejército, a pesar de contar con una mayoría de afiliados y simpatizantes socialistas, se habían mantenido del lado del Gobierno: las nuevas elecciones sindicales en la primera pusieron fin a la preponderancia socialista. Los socialcristianos creían contar con el apoyo popular para desdeñar las propuestas socialistas de ingresar en el Gobierno y habían desbaratado el poder militar socialista. Durante la huelga revivió la alicaída Heimwehr, que se dedicó a tratar de reventar la huelga, actuando en algunos casos como policía auxiliar y logrando hacerla fracasar en las provincias, donde los socialdemócratas eran más débiles, dejando a los trabajadores de Viena aislados del exterior. El canciller había contado así tanto con el respaldo de las fuerzas de seguridad del Estado como con el de las fuerzas paramilitares de derecha.

## Últimos acontecimientos
Los muertos de los disturbios fueron enterrados por separado: el canciller acudió a la ceremonia de los cuatro policías, mientras que el Ayuntamiento organizó un gran entierro a cincuenta y siete de los civiles fallecidos el 20 de julio. A este no acudieron representantes del Gobierno federal, prueba de la polarización del momento, del rechazo de Seipel a reconciliarse con la oposición y de su intención de aprovechar políticamente la situación en su favor.
En 25 de julio se reunió de nuevo el Parlamento, en el que se vivió una sesión muy tensa entre el Gobierno, que indicó que no habría piedad para con los acusados de haber participado en la revuelta, y la oposición socialista, que, tras admitir sus errores, exigió en vano una amnistía y la investigación de la actuación policial.

## Consecuencias

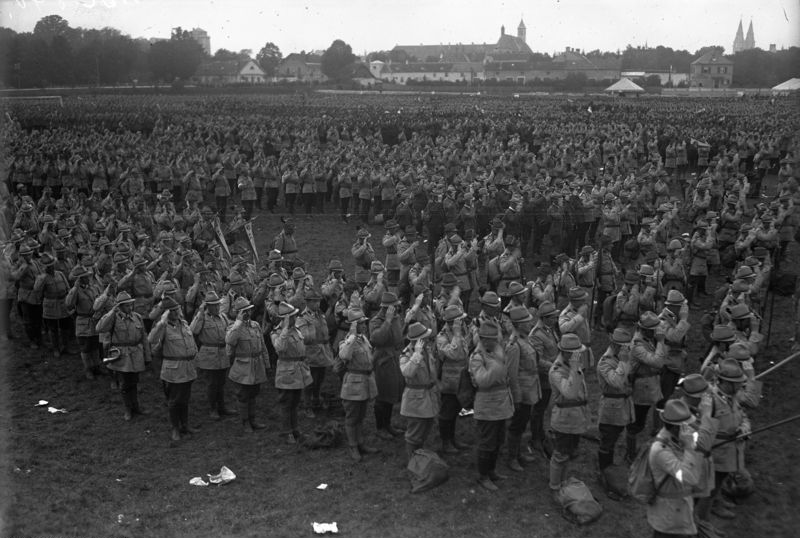
Miembros de la Heimwehr, organización paramilitar de derecha que colaboró en el aplastamiento de la huelga general convocada por los socialistas como protesta por la matanza en Viena y salió fortalecida de la crisis.

El aplastamiento de las protestas supuso el revivir de la Heimwehr, el aumento de su prestigio en los conservadores círculos gubernamentales, el crecimiento de sus reclutas y su consolidación como organización nacional. El nuevo prestigio permitió a la organización entablar negociaciones con la Italia de Mussolini, que comenzó a financiar a la organización, y con el Gobierno reaccionario húngaro de István Bethlen. La formación recuperó las aportaciones de importantes industrias, que la utilizaron también para crear sindicatos rivales de los socialistas. La organización empezó a sopesar la posibilidad de marchar contra la capital —imitando la marcha sobre Roma de Mussolini— para implantar un Gobierno fascista.
Se considera al acontecimiento un hito en la historia de la Primera República austriaca, un símbolo de la radicalización del movimiento socialdemócrata austriaco y de su impaciencia ante la falta de reformas en el país. La dirección del partido socialdemócrata, que no tomó parte en los choques, perdió parte de su influencia entre sus seguidores, más radicales. Los dirigentes socialistas, más divididos tras los sucesos entre moderados y radicales, trataron de estrechar el control del partido sobre la Liga de Defensa Republicana. Para los socialistas, la revuelta había resultado un desastre sin paliativos, que encumbró temporalmente a Seipel.
Mostró también que la derecha austriaca estaba dispuesta a utilizar la mayor violencia contra sus adversarios. El fracaso de la dirección socialista, que conjugaba la retórica revolucionaria con la moderación en la práctica, animó a los conservadores a proseguir con su ataque al poder de su adversario y acelerar el proceso de conversión del país al fascismo. El Gobierno presentó los disturbios —de manera oportunista e incorrecta, pero efectiva en el extranjero— como un peligroso alzamiento comunista lanzado con el fin de imponer una república soviética en Austria. Parte de los seguidores de los partidos burgueses creían firmemente que los disturbios del 15 de julio habían sido un intento de los obreros de acabar con la democracia austriaca e imponer la dictadura proletaria, lo que los radicalizó. Si para los socialistas la revuelta supuso un grave revés, sus rivales socialcristianos, que controlaban las fuerzas de seguridad estatales, salieron reforzados de la crisis. El partido de Seipel acentuó su evolución hacia el fascismo en los años siguientes. El propio Seipel fomentó además el crecimiento de la Heimwehr como instrumento para presionar a los socialistas y tratar de obligarlos a aceptar cambios legislativos, incluida la reforma de la Constitución, que deseaba modificar para implantar un sistema autoritario de gobierno.
La democracia austriaca, que parecía asentada firmemente en la primavera, comenzó una decadencia que llevó a su desaparición a principios de la década siguiente. Los posteriores intentos de conciliación entre los dos bandos, radicalizados por los acontecimientos de julio, fracasaron y este fracaso condujo al choque final en la guerra civil austríaca de febrero de 1934.